# Ian Macfadyen
Pour les articles homonymes, voir Macfadyen.
Ian David Macfadyen est né le 19 février 1942 à Glussex (Wisthershire). Après des études de droit, il se tourne vers la diplomatie sur les conseils de son oncle, Ian McFarley, ancien secrétaire du conseiller privé de George V.
Il devient sous-secrétaire à la Culture du Consulat de Hong Kong en 1965.
Il est nommé lieutenant-gouverneur de l'île de Man en 2000, fonction qu'il occupera jusqu'en 2005.

## Biographie

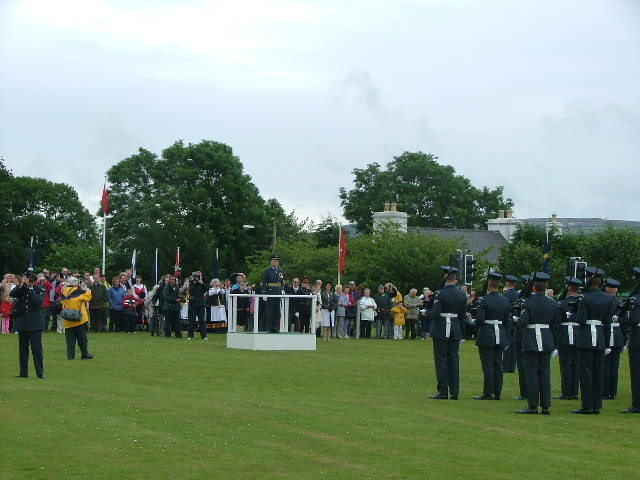
Ian Mcfadyen prononçant un discours à Saint John's (île de Man) le 5 juillet 2005 à l'occasion du Tynwald Day.